# Cœur de bronze
Pour plus de détails, voir Fiche technique et Distribution.
Cœur de bronze (The Bronze) est un film américain réalisé par Bryan Buckley, sorti en 2015.

## Synopsis
Hope Ann Greggory, ancienne médaillée de bronze aux Jeux olympiques en gymnastique artistique, célébrité locale à Amherst, en Ohio, accepte à contre-cœur d'entraîner une jeune gymnaste.

## Fiche technique
- Titre : Cœur de bronze
- Titre original : The Bronze
- Réalisation : Bryan Buckley
- Scénario : Melissa Rauch et Winston Rauch
- Musique : Andrew Feltenstein et John Nau
- Photographie : Scott Henriksen
- Montage : Jay Nelson
- Production : Stephanie Langhoff
- Société de production : Duplass Brothers Productions
- Société de distribution : Sony Pictures Classics (États-Unis)
- Pays de production :  États-Unis
- Langue originale : anglais
- Genre : comédie dramatique
- Durée : 100 minutes
- Dates de sortie : 
  - États-Unis : 22 janvier 2015 (Festival du film de Sundance), 18 mars 2016
  - France : 1er juillet 2021 (Netflix)

## Distribution
- Melissa Rauch : Hope Ann Greggory
- Gary Cole : Stan Greggory, le père de Hope
- Haley Lu Richardson : Maggie Townsend
- Thomas Middleditch : Ben Lawfort
- Sebastian Stan : Lance Tucker
- Cecily Strong : Janice Townsend, la mère de Maggie
- Dale Raoul : Doris
- Craig Kilborn : Heath Parker
- Dominique Dawes
- Olga Korbut
- Dominique Moceanu

## Accueil
Le film a reçu un accueil mitigé de la critique. Il obtient un score moyen de 44 % sur Metacritic.